# Pristimantis academicus
Pristimantis academicus é uma espécie de anfíbio da família Craugastoridae. É encontrada no Peru, na região de Loreto, e no Brasil, no estado do Acre.